# Шавань (Чугучак)
Уезд Шавань (уйг. ساۋەن ناھىيىسى; Saven Nahiyisi‎, каз. ساۋان اۋدانى; кит. упр. 沙湾县, пиньинь Shāwān xiàn) — уезд в округе Чугучак Синьцзян-Уйгурского автономного района КНР. Административный центр — посёлок Саньдаохэцзы.

## История
Уезд Шавань был образован в 1918 году, с деревней Шаваньчжуан (современный посёлок Лаошавань) в качестве административного центра. 26 октября 1956 года решением Госсовета КНР административный центр уезда Шавань был перенесён в посёлок Саньдаохэцзы.
В 1974 году был расформирован Синьцзянский производственно-строительный корпус, и был создан округ Шихэцхы (石河子地区), власти которого разместились в городском уезде Шихэцзы. В 1979 году округ Шихэцзы был расформирован, а входившие в него земли — разделены между городским уездом Шихэцзы и уездами Манас и Шавань.

## География
На северо-западе уезд граничит с районами Карамай, Бацзяньтань и Урхэ городского округа Карамай, на севере — с Хобоксар-Монгольским автономным уездом, на востоке — с городом субокружного значения Шихэцзы и Чанцзи-Хуэйским автономным округом, на юге — с Баянгол-Монгольским автономным округом, на западе — с городским уездом Усу и городским уездом Куйтун.

## Административное деление
Уезд Шавань делится на 9 посёлков и 3 волости.